# 紀元前449年
紀元前449年（きげんぜん449ねん）は、ローマ暦の年である。
当時は、「ポティトゥスとバルバトゥスが共和政ローマ執政官に就任した年」として知られていた（もしくは、それほど使われてはいないが、ローマ建国紀元305年）。紀年法として西暦（キリスト紀元）がヨーロッパで広く普及した中世時代初期以降、この年は紀元前449年と表記されるのが一般的となった。

## 他の紀年法
- 干支 : 壬辰
- 日本
  - 皇紀212年
  - 孝昭天皇27年
- 中国
  - 周 - 貞定王20年
  - 秦 - 厲共公28年
  - 晋 - 哀公3年
  - 楚 - 恵王40年
  - 斉 - 宣公7年
  - 燕 - 成公6年
  - 趙 - 襄子27年
- 朝鮮
  - 檀紀1885年
- ベトナム :
- 仏滅紀元 : 96年
- ユダヤ暦 : 3312年 - 3313年

## できごと

### ギリシア
- ギリシアの都市国家は、カリアスの和約によって、アケメネス朝ペルシアと和平を結んだ。アテナイは、ナイル川デルタでの反乱への支援を止めることに合意し、ペルシアはエーゲ海に戦艦を派遣しないことに合意した。アテナイは、イオニアにおける全てのギリシアの都市国家を支配するようになった。
- ペリクレスは、ピレウスの街及びそこからアテナイまで続く長壁の再要塞化を含む大規模な建築計画を開始した。
- ペリクレスは、ペルシアに破壊されたアテナイの寺院の大規模な再建計画に9000タレントを用いることを可能とする議決を提案したが、スパルタの反対によって議決はなされなかった。
- ペリクレスは、アテナイの彫刻家ペイディアスを再建計画の全ての芸術関連の責任者とした。アテナイのヘファイストス神殿の建設が始まったが、アテナイ元老院は、カリクラテスにアクロポリスのアテーナー・ニーケー神殿の建設を命じた。
- スパルタが無理矢理フォキスからデルフォイを分離させ、独立させると、アテナイとスパルタの間で、第二次神聖戦争が勃発した。

### 共和政ローマ
- 十人委員会によって制定された十二表法が正式に公布された。十二表法は、文字通り12枚の板に彫られてフォロ・ロマーノに掲げられ、全てのローマ人がそれを読み、内容を知ることができるようになった。
- 十人委員会の任期が満了しても、委員は辞任して後任を受け入れることを拒否した。委員会の一人アッピウス・クラウディウス・クラッスス・インレギッレンシス・サビヌスは、ウェルギニアという平民の女性を我が物とするために奴隷に落とす不合理な決定を下し、彼女は娘の純潔を守ろうとした父親に殺された。これにより十人委員会に対する平民の暴動が起こり、委員を辞任に追い込んだ。アッピウス・クラウディウスは逮捕され、裁判前に自殺したと言われている。

### 文学
- ヘロドトスが、ペルシア戦争に関するできごとを記録した『歴史』を完成させた。